# Лукницкий, Руслан Богданович
Русла́н Богда́нович Лукни́цкий (укр. Руслан Богданович Лукницький; 23 августа 1999, Середкевичи — 24 апреля 2022, Попасная) — украинский военнослужащий, старший лейтенант, участник российско-украинской войны. Герой Украины (2025, посмертно).

## Биография
Родился в селе Середкевичи Львовской области. Окончил местную школу. В 2020 году завершил обучение в Национальной академии сухопутных войск имени гетмана Петра Сагайдачного, где во время учёбы был знаменосцем в Роте почётного караула.
После окончания академии подписал контракт с 24-й отдельной механизированной бригадой и принимал участие в боевых действиях на востоке Украины. Позже заочно поступил в Международный экономико-гуманитарный университет.
24 апреля 2022 года погиб в бою в районе Попасной Луганской области и был признан пропавшим без вести. Только спустя два с половиной года его тело было возвращено на родину.
Похоронен в Яворове.

## Награды
- Звание «Герой Украины» с удостоением ордена «Золотая Звезда» (21 февраля 2025, посмертно) — за личное мужество и героизм, проявленные в защите государственного суверенитета и территориальной целостности Украины, верность военной присяге[1].